# Шамалијер на Лоари
Шамалијер на Лоари (фр. Chamalières-sur-Loire) насеље је и општина у централној Француској у региону Оверња, у департману Горња Лоара која припада префектури Пиј ан Веле.
По подацима из 2011. године у општини је живело 478 становника, а густина насељености је износила 35,67 становника/km². Општина се простире на површини од 13,4 km². Налази се на средњој надморској висини од 522 метара (максималној 984 m, а минималној 495 m).

## Демографија
| 1962. | 1968. | 1975. | 1982. | 1990. | 1999. | 2011. |
| ----- | ----- | ----- | ----- | ----- | ----- | ----- |
| 434   | 471   | 478   | 429   | 385   | 407   | 478   |

График промене броја становника у току последњих година